# Henri Lavachery
Henri Alfred Lavachery (6 de mayo de 1885 - 1 de diciembre de 1972) fue un belga arqueólogo y etnólogo. En 1934, se convirtió en el primer arqueólogo profesional en visitar la Isla de Pascua, y posteriormente se le conoció por su estudio de su arte. Fue conservador en los Museos Reales de Arte e Historia durante la década de 1940 y fundó la Sociedad de Americanistas en Bélgica en 1928.

## Primeros años
Lavachery nació en Lieja en 1885 y recibió su doctorado en filología clásica de la Universidad Libre de Bruselas en 1908. Posteriormente, viajó extensamente por Europa, participando en varias pasantías, incluida una en el Instituto Frobenius en Fráncfort y otra en París bajo la dirección de Paul Rivet en el Museo de Etnografía del Trocadero.

## Carrera
En 1933, fascinado por los objetos creados por el pueblo Rapa Nui, Lavachery decidió desarrollar una expedición a la Isla de Pascua, con el apoyo de Rivet. La expedición tuvo lugar entre el 27 de julio de 1934 y el 2 de enero de 1935. Estuvo encabezada por Louis Charles Watelin, un arqueólogo francés que murió durante el viaje en Tierra del Fuego. Otros miembros de la expedición incluyeron al antropólogo suizo Alfred Métraux y al médico chileno Dr. Israel Drapkin, quien brindó atención por lepra a los indígenas afectados. La expedición descubrió que las grandes estatuas de piedra de la isla habían sido creadas por los antepasados de los habitantes actuales, que eran de ascendencia Polinesia, y no por miembros de una civilización anterior que hubiera desaparecido. Lavachery observó que los petroglifos de la isla a veces eran descubiertos simultáneamente por los exploradores del viaje y los habitantes de la isla. Sus observaciones posteriores de los petroglifos en 1939 sugirieron un grado de diversidad artística entre los creadores. Según Thor Heyerdahl, aunque Lavachery fue el único arqueólogo profesional en visitar la isla antes del viaje de Heyerdahl en la década de 1950, Lavachery no intentó excavaciones, ya que el suelo parecía demasiado superficial.
En la década de 1930, Lavachery también escribió sobre el arte del Reino Kuba de África central, describiéndolo como decorativo en lugar de escultórico. Esta obra fue traducida del francés al inglés por el dramaturgo y novelista Samuel Beckett. En la década de 1930, en el Palais des Beaux-Arts, Lavachery organizó la primera gran exposición de arte africano en Bélgica.
En 1933, se convirtió en el conservador asistente de los Museos Reales de Arte e Historia en Bruselas, y en 1942 se convirtió en el director principal, sucediendo a Jean Capart. Después de la Segunda Guerra Mundial, Lavachery comenzó a reorganizar la institución. Fue profesor de arte no europeo en la Universidad Libre de Bruselas, así como miembro de la Real Academia de Ciencias y Artes de Bélgica y su secretario permanente de 1957 a 1960. Además, fundó la Sociedad de Americanistas en Bélgica en 1928.

## Vida personal y legado
Creado en 1961, el Premio Henri Lavachery se otorga cada cinco años por la Real Academia de Ciencias y Artes de Bélgica por logros en etnología.
Lavachery recibió el Gran Oficial de la Orden de Leopoldo, Comandante de la Orden de la Corona, Medalla de la Resistencia Armada 1940-1945 y Caballero de la Legión de Honor. Falleció en Bruselas en 1972.

## Lista parcial de obras
- Deux fragments de la statuaire monumentale des Mayas (192?)
- Les arts anciens d'Amérique au Musée archéologique de Madrid (1929)
- Enquête sur l'importance respective du marché intérieur et du marché extérieur pour l'industrie belge (1933)
- La mission Franco-Belge dans l'Ile de Paques (Juillet 1934-Avril 1935) (1935)
- Contribution à l'étude de l'archéologie de l'île de Pitcairn (1936)
- Sculpteurs modernes de L'lle de Pagues (1937)
- Les pétroglyphes de l'île de Pâques (1939)
- Vie des Polynésiens (1946)
- Les Amériques avant Colomb (1946)
- Art précolombien (1947)
- Tombeau de Georges Marlow (1951)
- Hypothèse pour une évolution primitive des arts plastiques (1952)
- Statuaire de l'Afrique noire (1954)
- Les techniques de protection des biens culturels en cas de conflit armé (1954)